# 克里斯托弗 (科隆省)

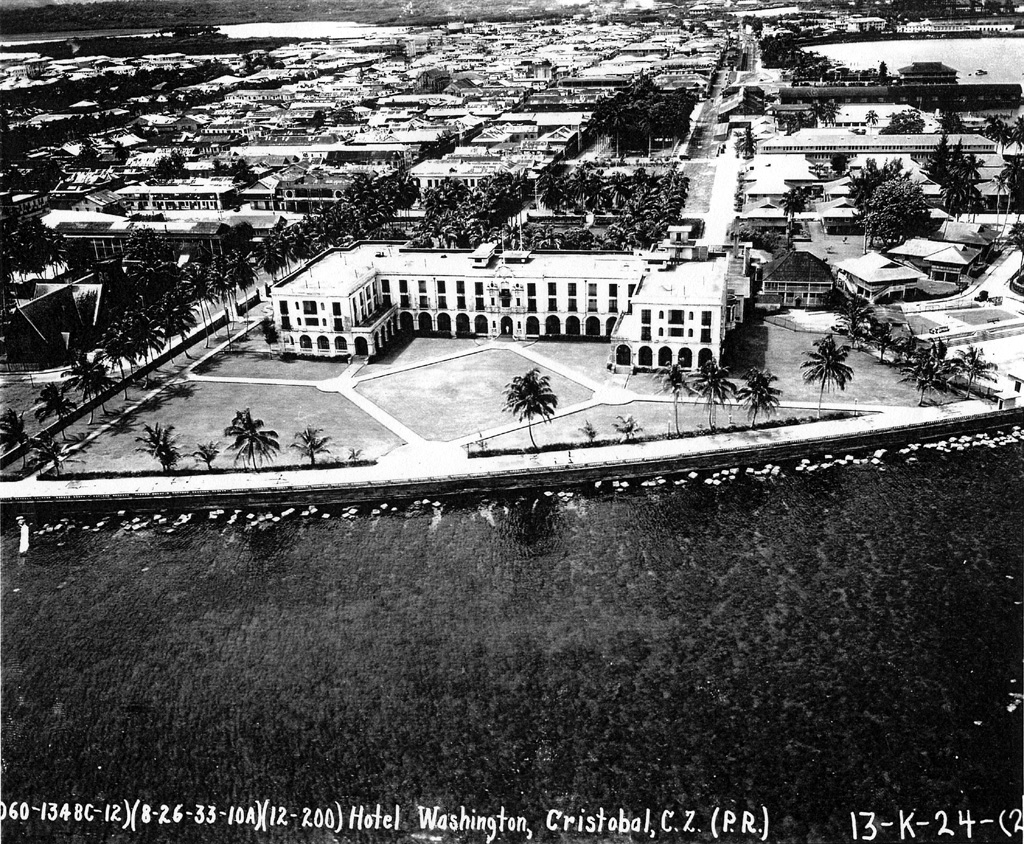
1938年7月，华盛顿酒店

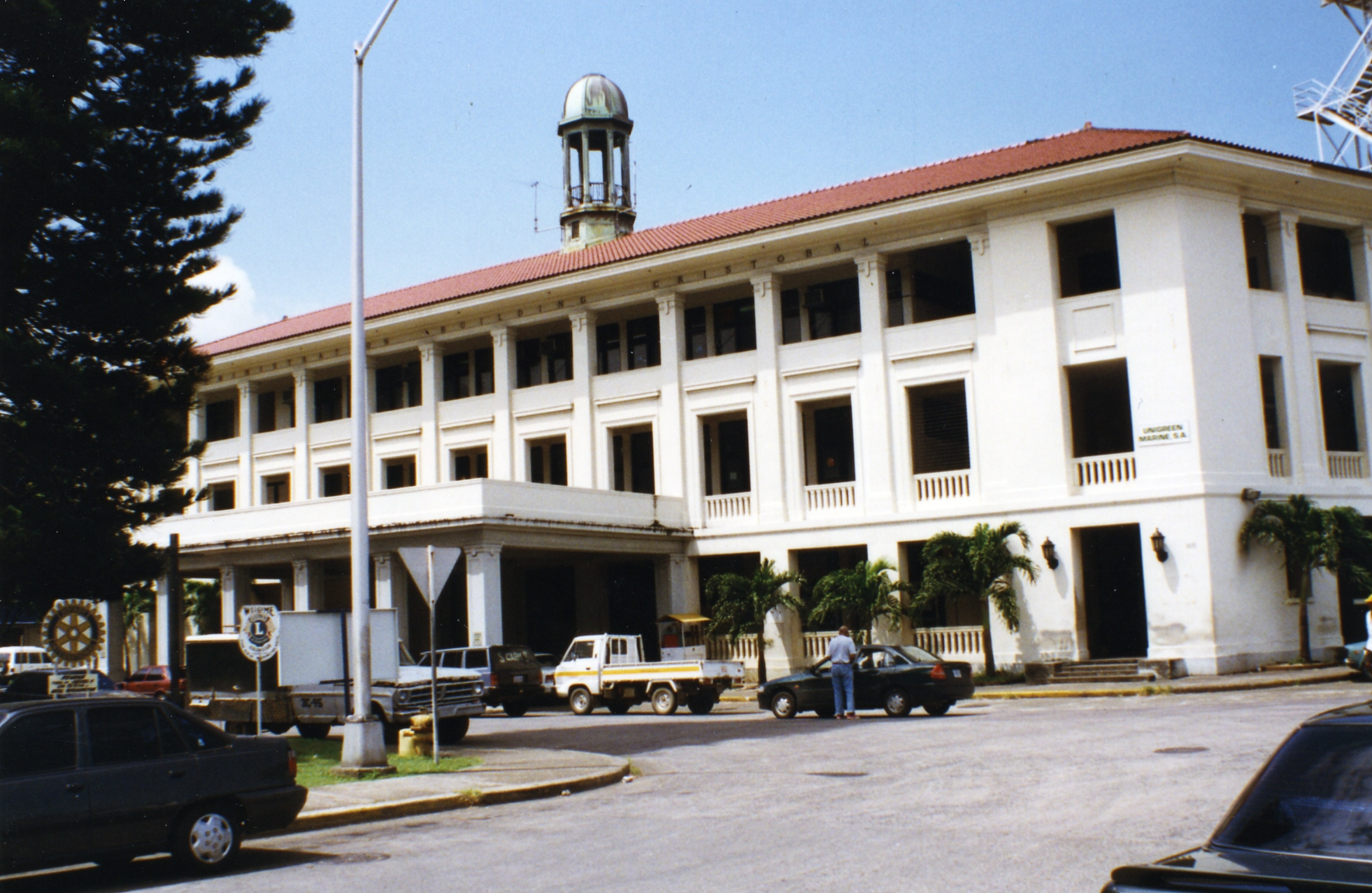
1997年，克里斯托弗行政大楼

克里斯托弗是巴拿马科隆省科隆区的一个港口城市，2010年是人口为49422。克里斯托弗位于巴拿马运河大西洋一端，名词源自克里斯托弗·哥伦布。